# Comuna Beica de Jos, Mureș
Beica de Jos (în maghiară: Alsóbölkény, în germană: Ungarisch Birk) este o comună în județul Mureș, Transilvania, România, formată din satele Beica de Jos (reședința), Beica de Sus, Căcuciu, Nadășa, Sânmihai de Pădure și Șerbeni.

## Demografie
Componența etnică a comunei Beica de Jos
     Români (64,82%)
     Romi (22,85%)
     Maghiari (8,62%)
     Alte etnii (0,12%)
     Necunoscută (3,58%)
Componența confesională a comunei Beica de Jos
     Ortodocși (75,97%)
     Penticostali (8,62%)
     Reformați (6,1%)
     Romano-catolici (2,64%)
     Adventiști (1,22%)
     Baptiști (1,14%)
     Alte religii (0,65%)
     Necunoscută (3,66%)
Conform recensământului efectuat în 2021, populația comunei Beica de Jos se ridică la 2.459 de locuitori, în creștere față de recensământul anterior din 2011, când fuseseră înregistrați 2.305 locuitori. Majoritatea locuitorilor sunt români (64,82%), cu minorități de romi (22,85%) și maghiari (8,62%), iar pentru 3,58% nu se cunoaște apartenența etnică. Din punct de vedere confesional, majoritatea locuitorilor sunt ortodocși (75,97%), cu minorități de penticostali (8,62%), reformați (6,1%), romano-catolici (2,64%), adventiști (1,22%) și baptiști (1,14%), iar pentru 3,66% nu se cunoaște apartenența confesională.

## Politică și administrație
Comuna Beica de Jos este administrată de un primar și un consiliu local compus din 11 consilieri. Primarul, Maria Moldovan[*], de la Partidul Social Democrat, este în funcție din 2008. Începând cu alegerile locale din 2024, consiliul local are următoarea componență pe partide politice:
|  | Partid                          | Consilieri | Componența Consiliului | Componența Consiliului | Componența Consiliului | Componența Consiliului | Componența Consiliului | Componența Consiliului | Componența Consiliului |
|  | ------------------------------- | ---------- | ---------------------- | ---------------------- | ---------------------- | ---------------------- | ---------------------- | ---------------------- | ---------------------- |
|  | Partidul Social Democrat        | 7          |                        |                        |                        |                        |                        |                        |                        |
|  | Uniunea Salvați România         | 2          |                        |                        |                        |                        |                        |                        |                        |
|  | Alianța pentru Unirea Românilor | 1          |                        |                        |                        |                        |                        |                        |                        |
|  | Partida Romilor „Pro Europa”    | 1          |                        |                        |                        |                        |                        |                        |                        |

## Atracții turistice
- Biserica de lemn din Beica de Jos
- Biserica de lemn din Nadășa

## Imagini

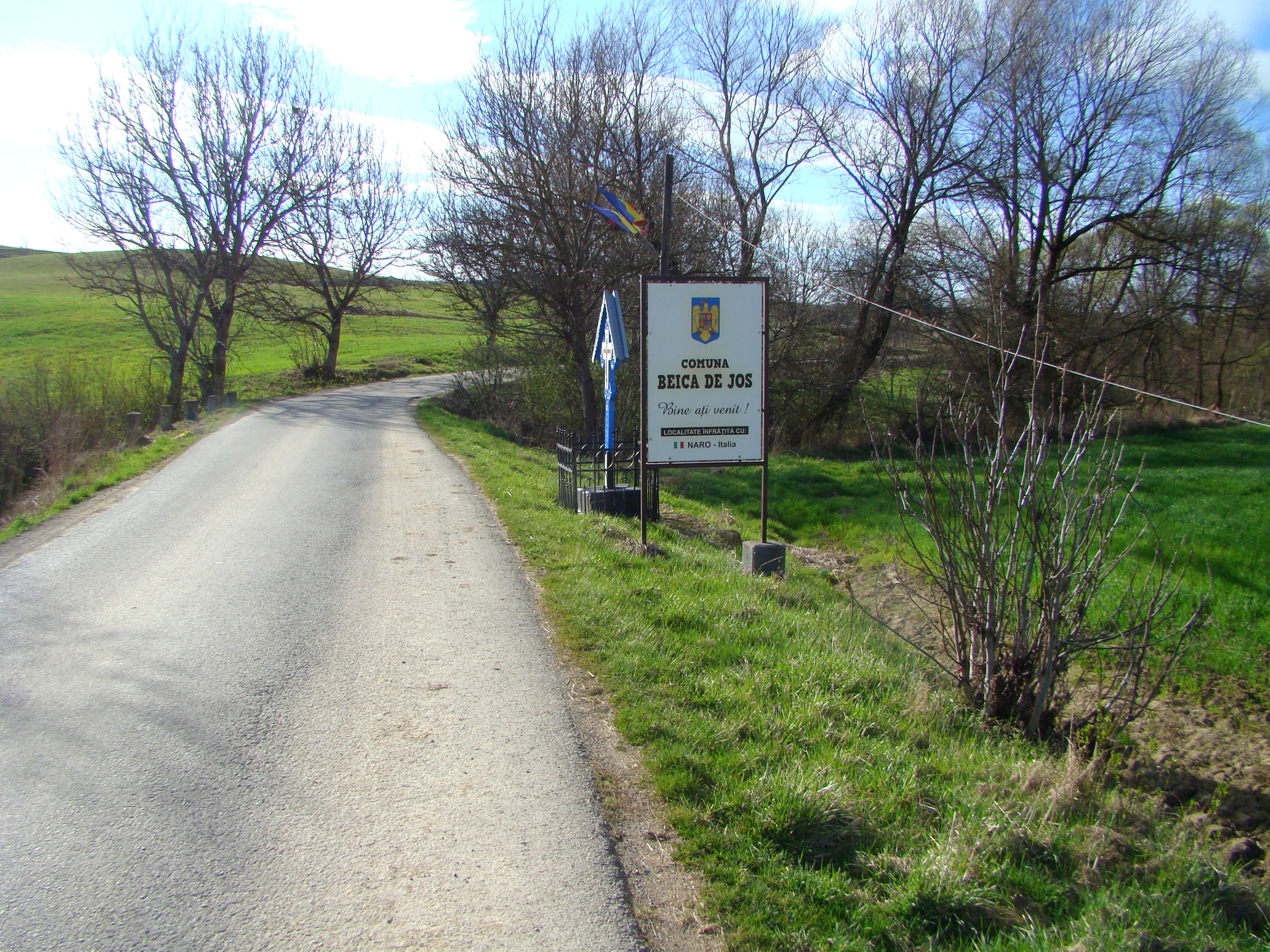
Intrarea pe teritoriul comunei Beica de Jos
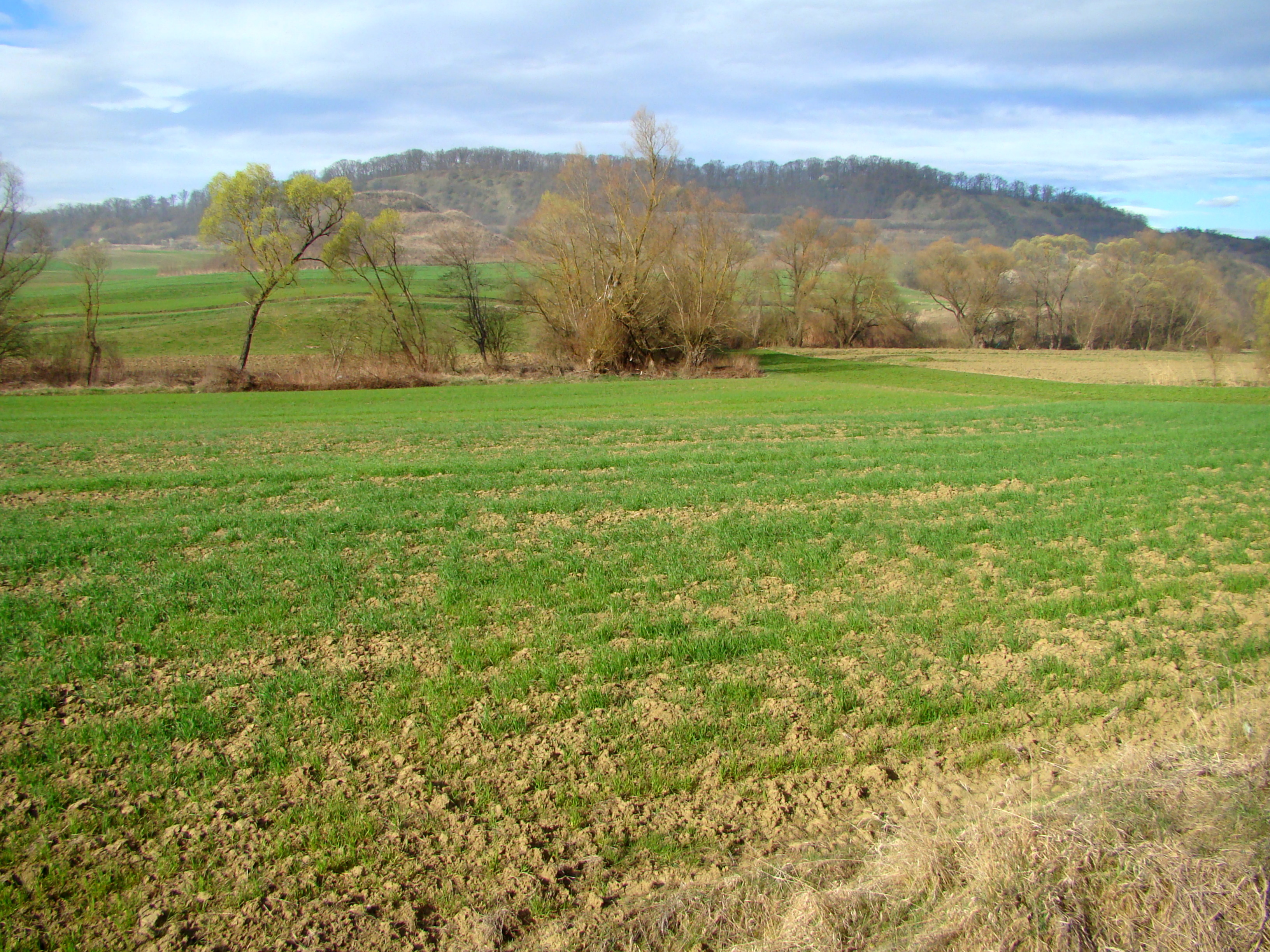
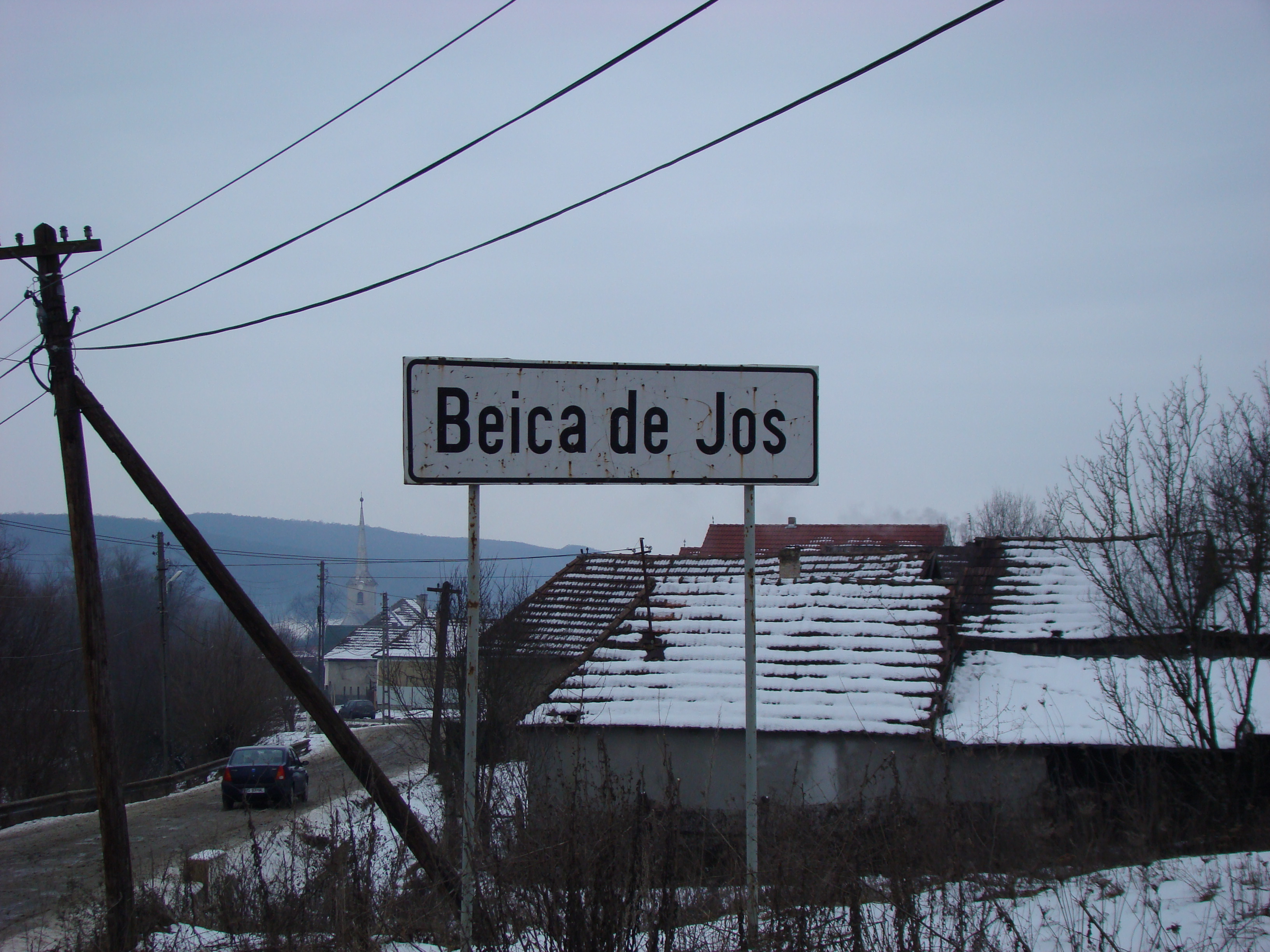
Intrarea în satul Beica de Jos
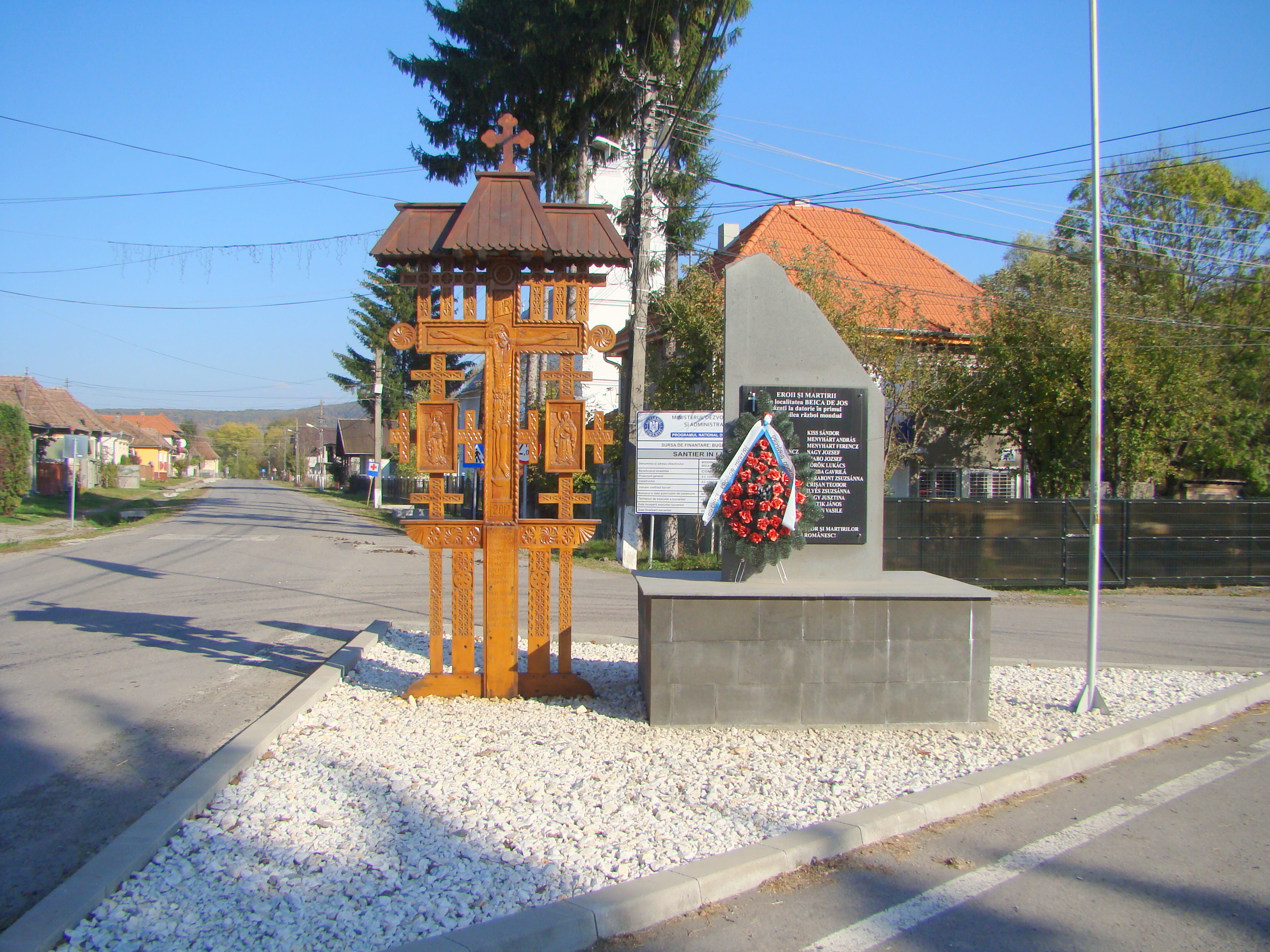
Monumentul eroilor din Beica de Jos
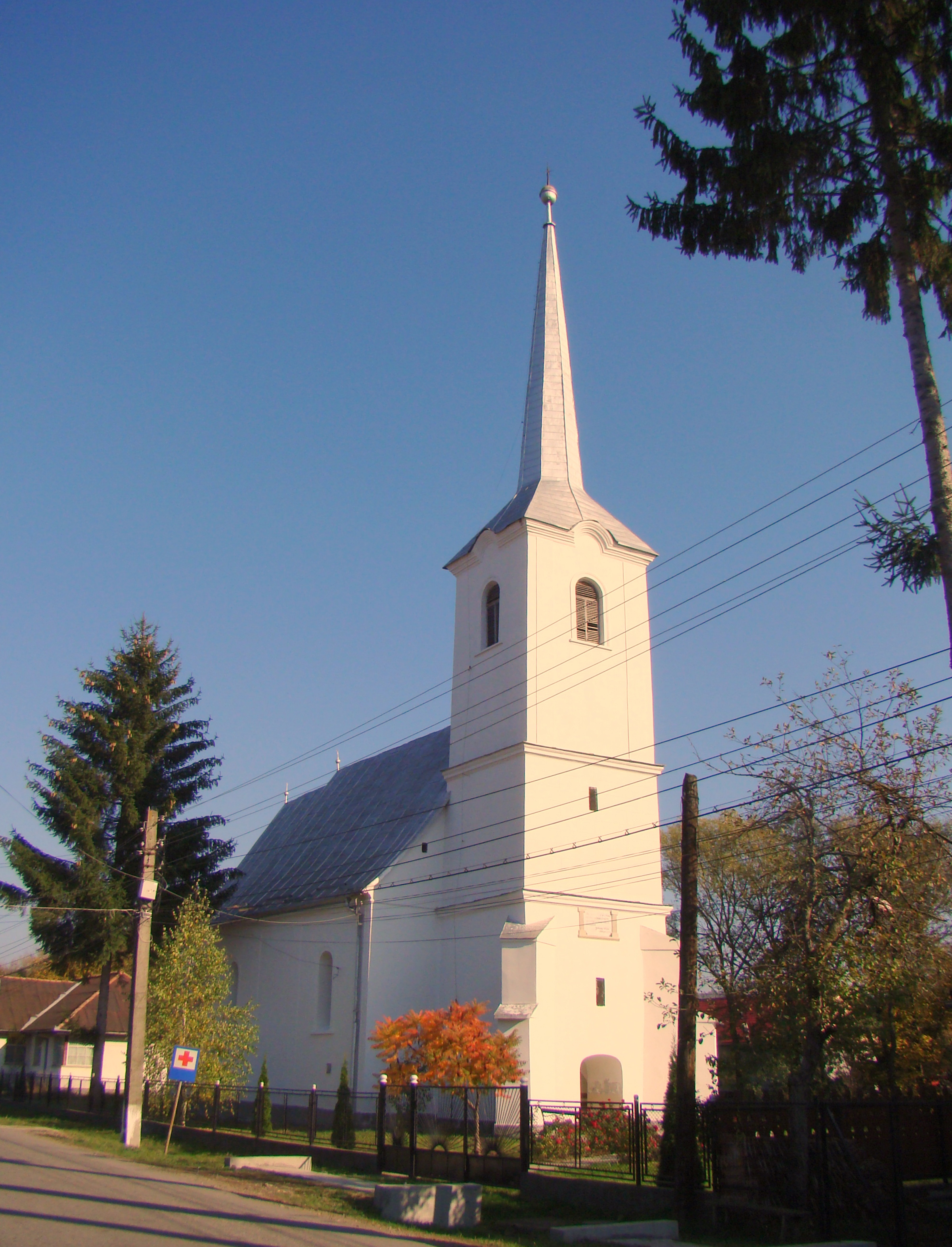
Biserica reformată din Beica de Jos (1742)
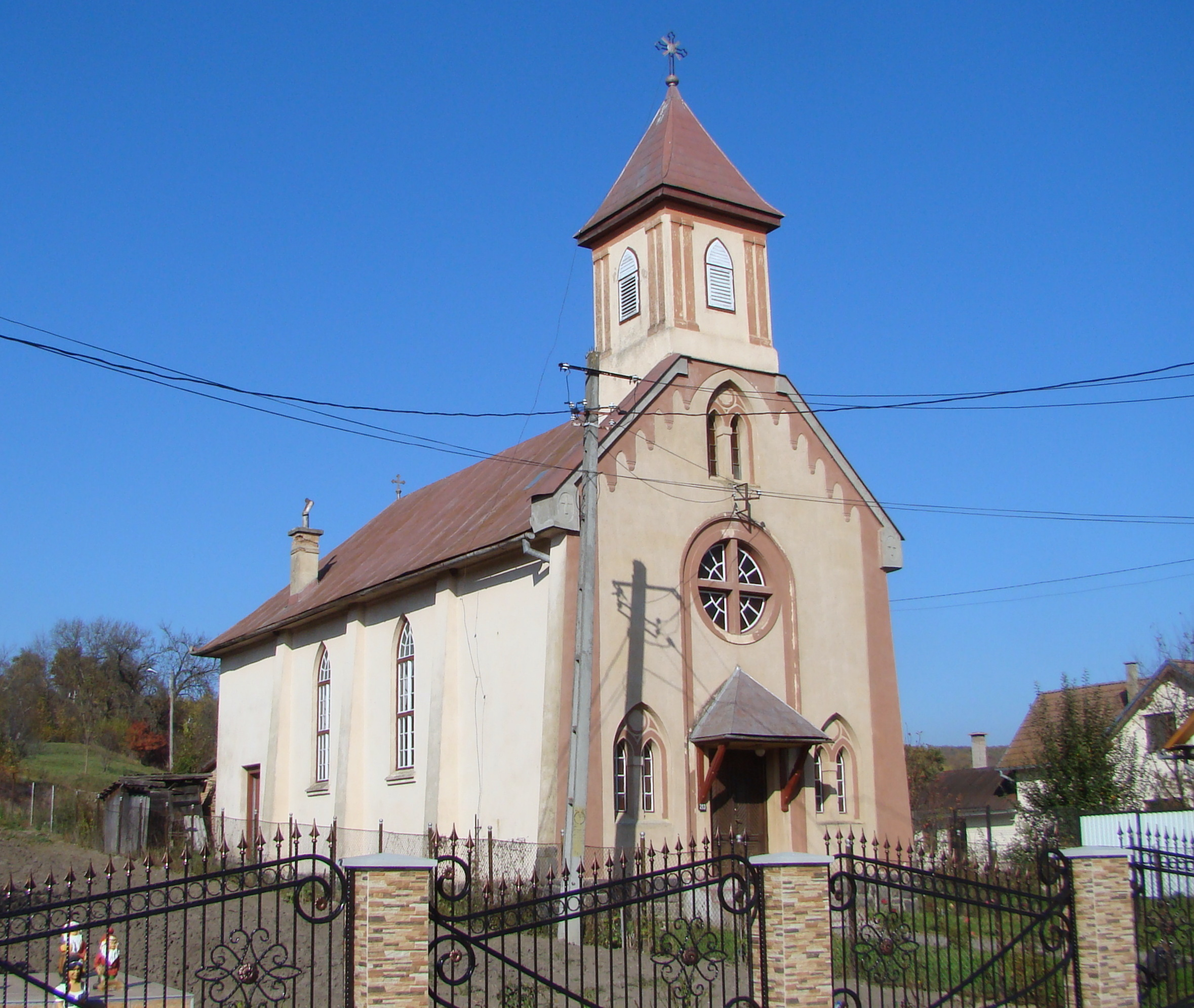
Biserica romano-catolică din Beica de Jos (1938)
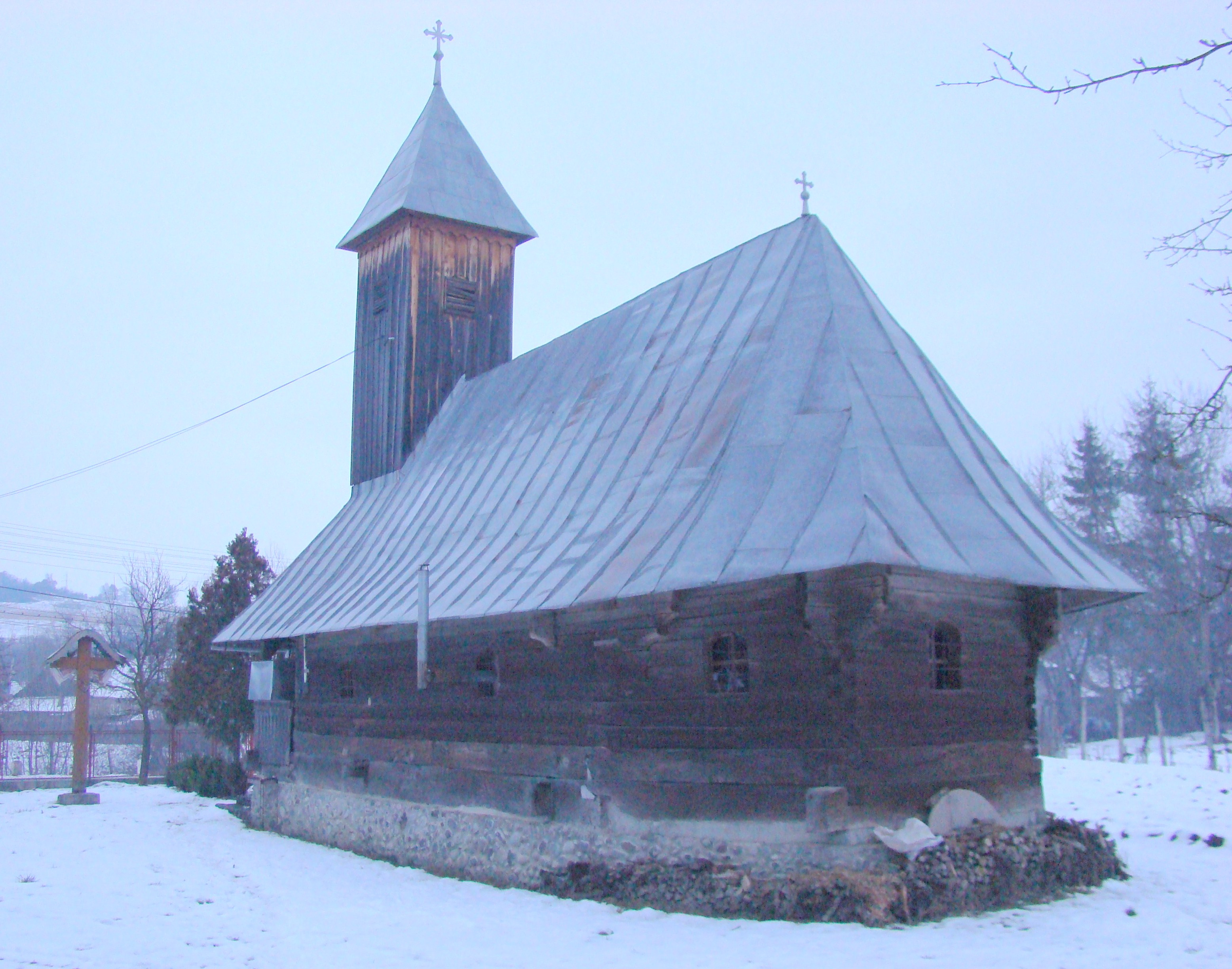
Biserica de lemn din Beica de Jos (monument istoric)
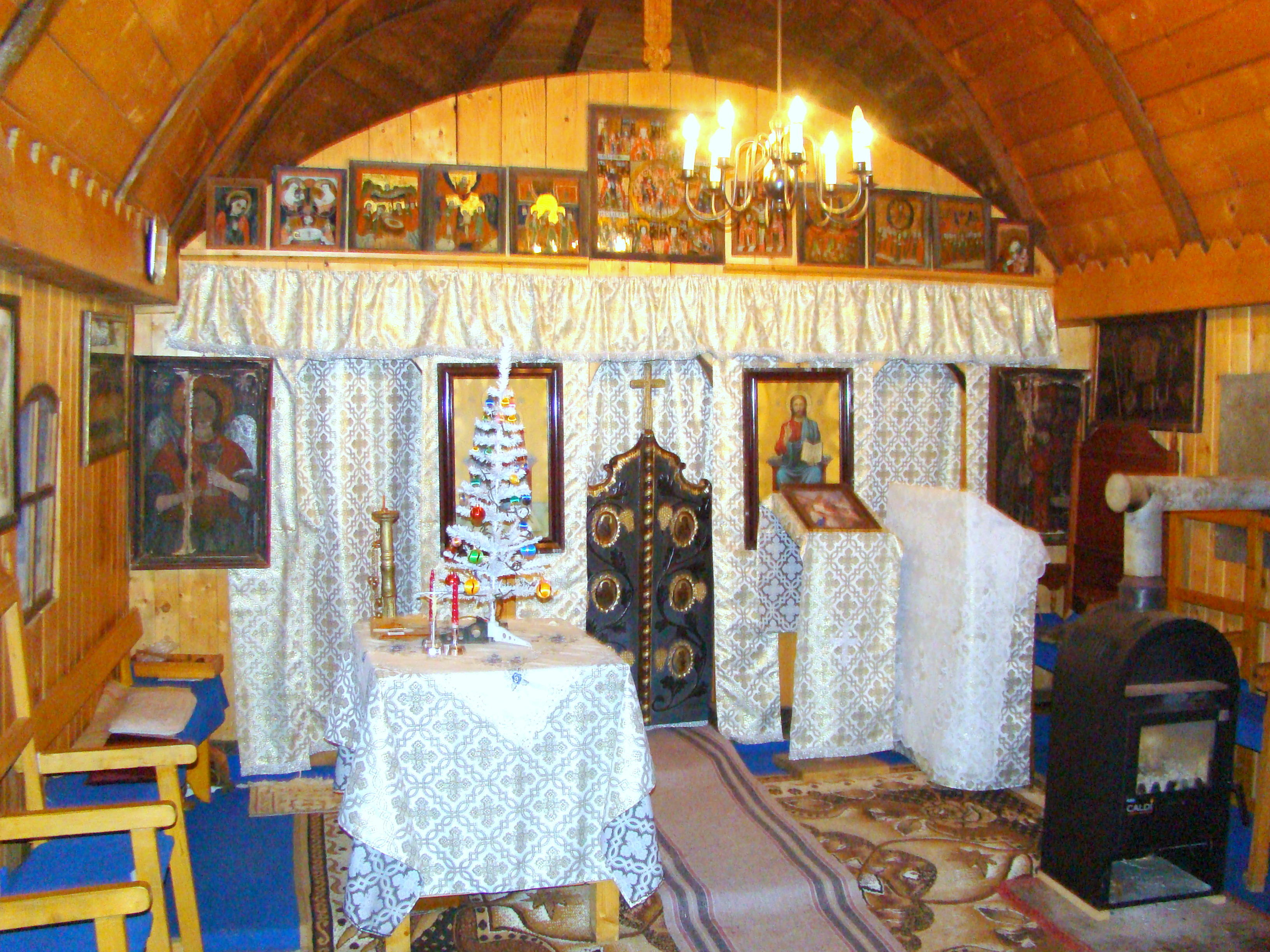
Biserica de lemn din Beica de Jos (monument istoric)
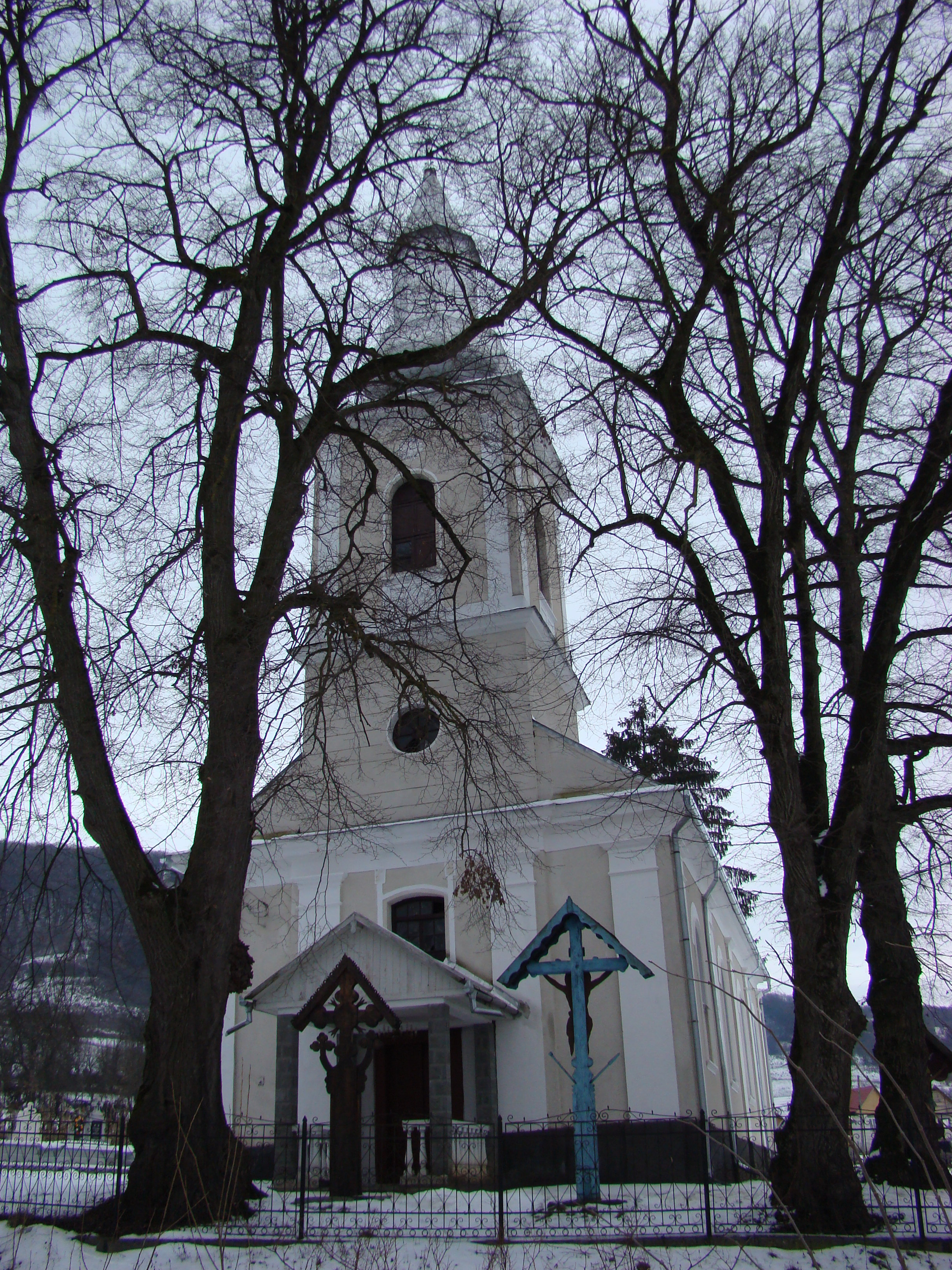
Biserica Sfinții Arhangheli din Beica de Sus
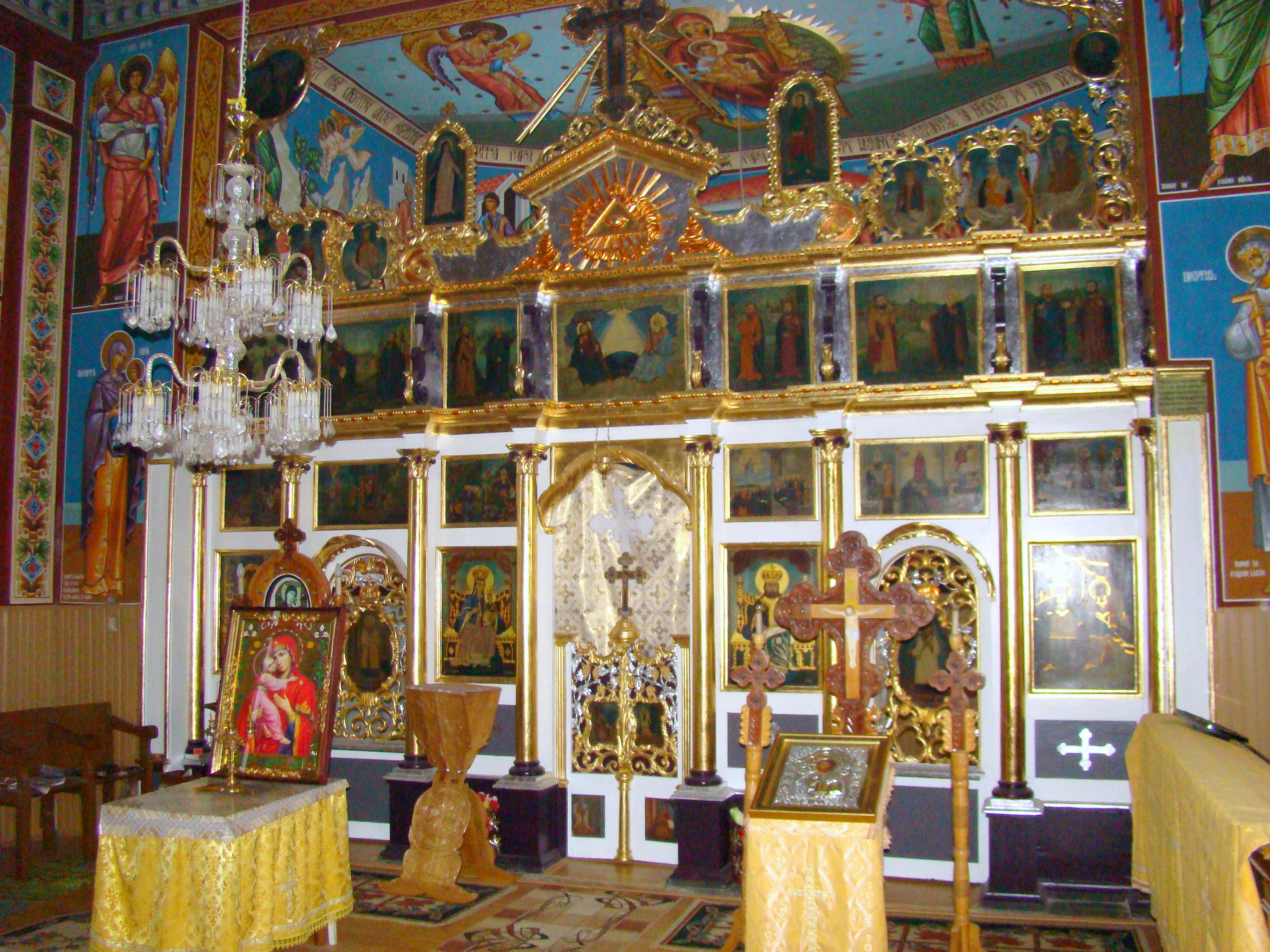
Biserica Sfinții Arhangheli din Beica de Sus
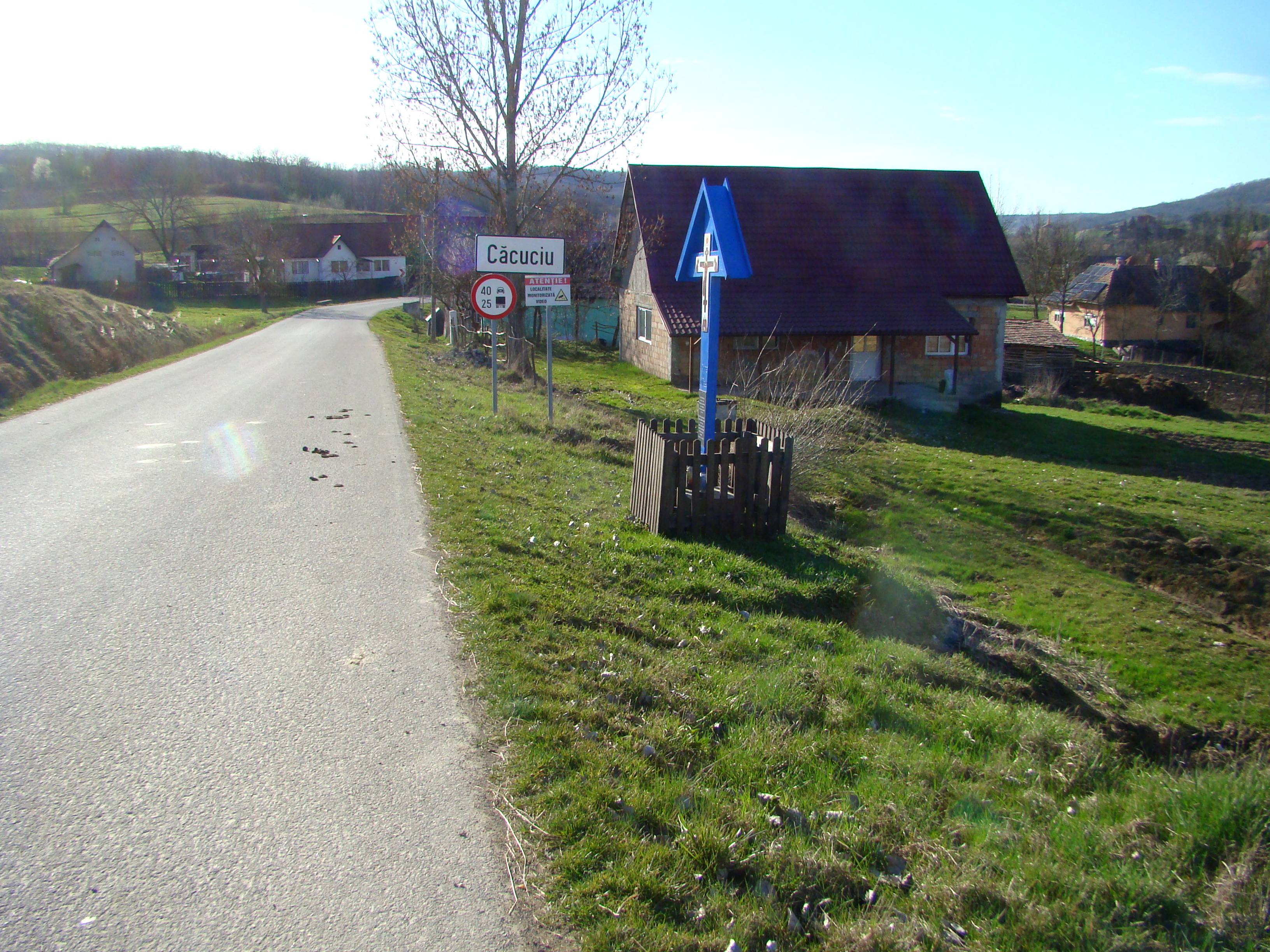
Căcuciu
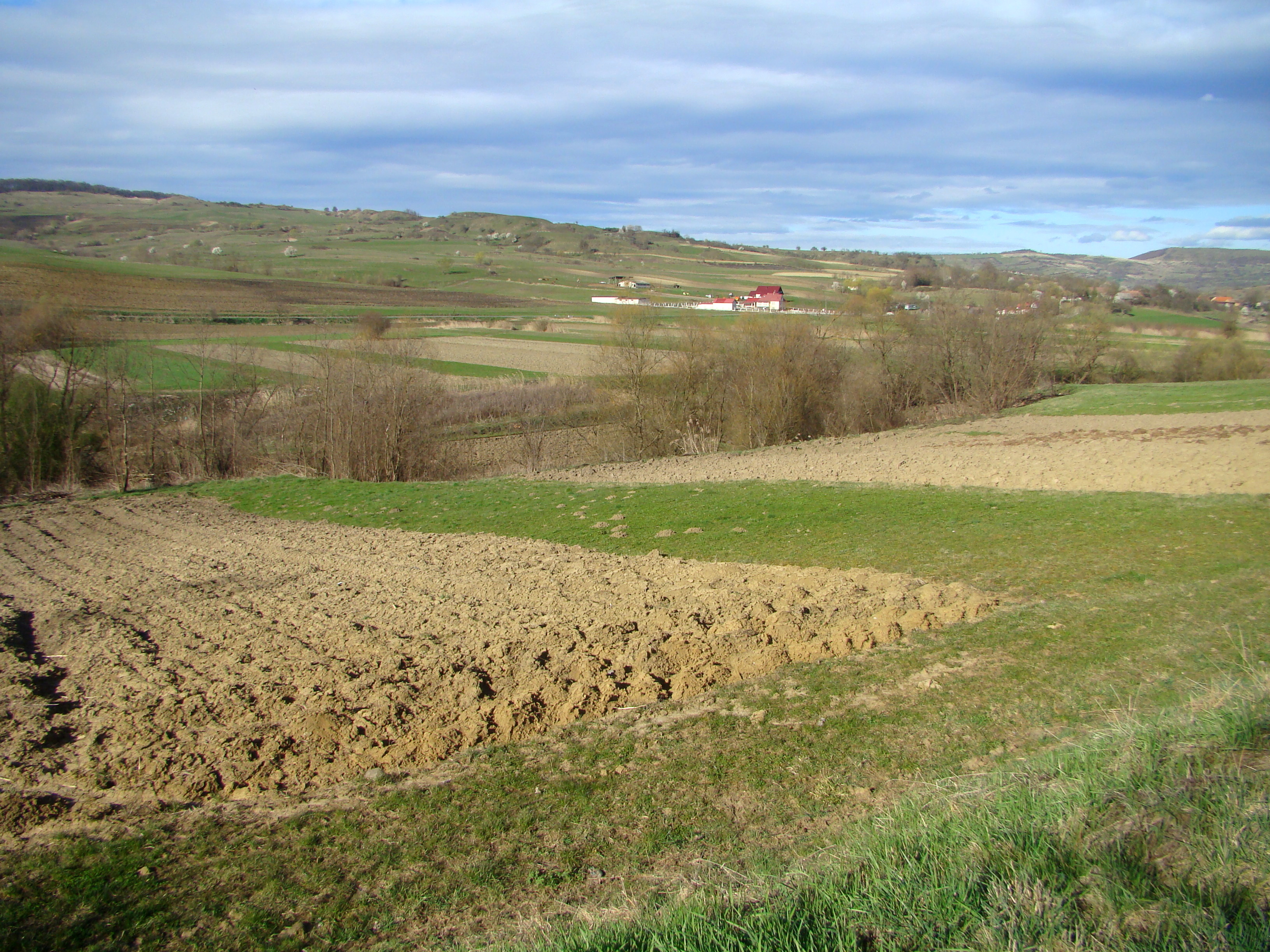
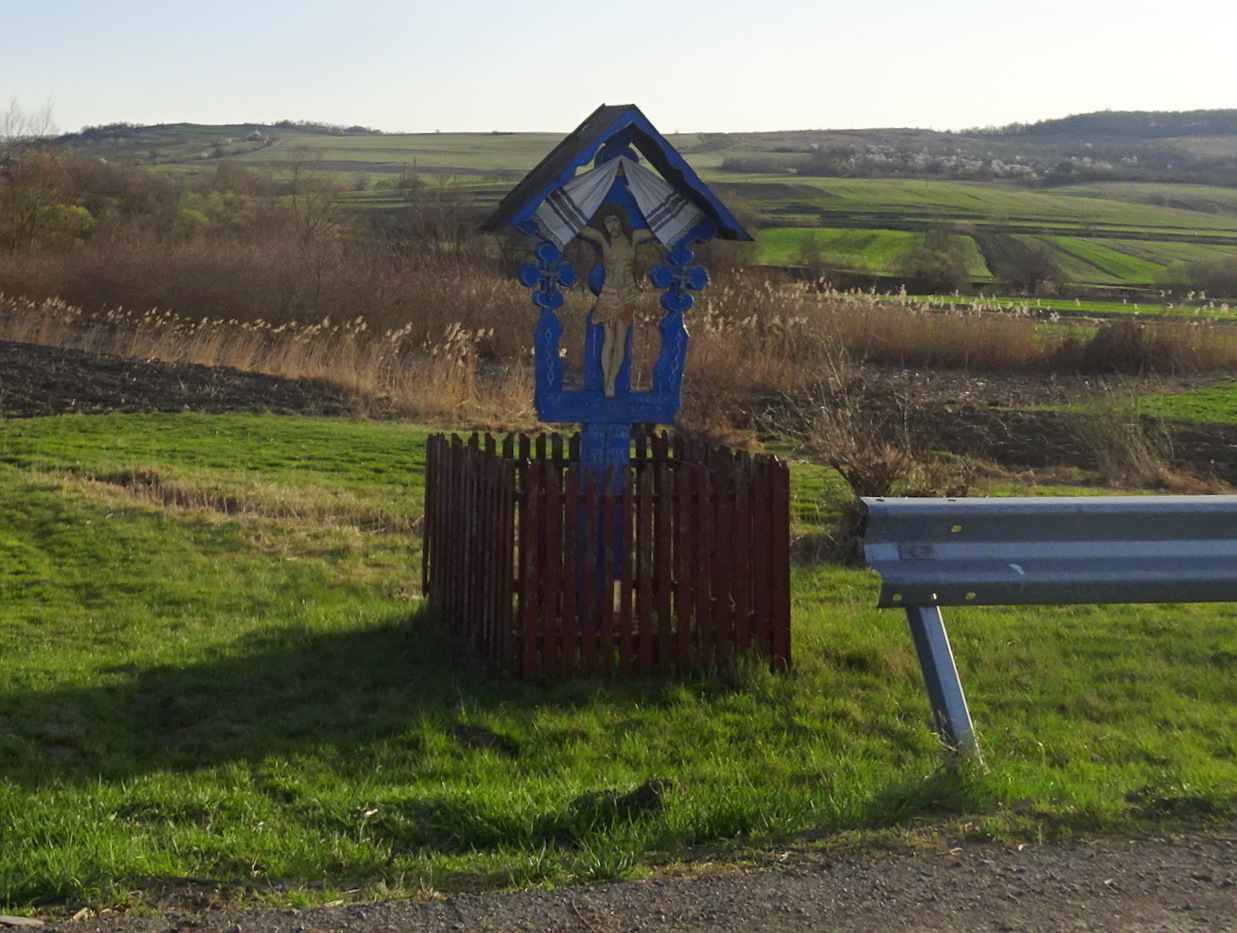
Troița
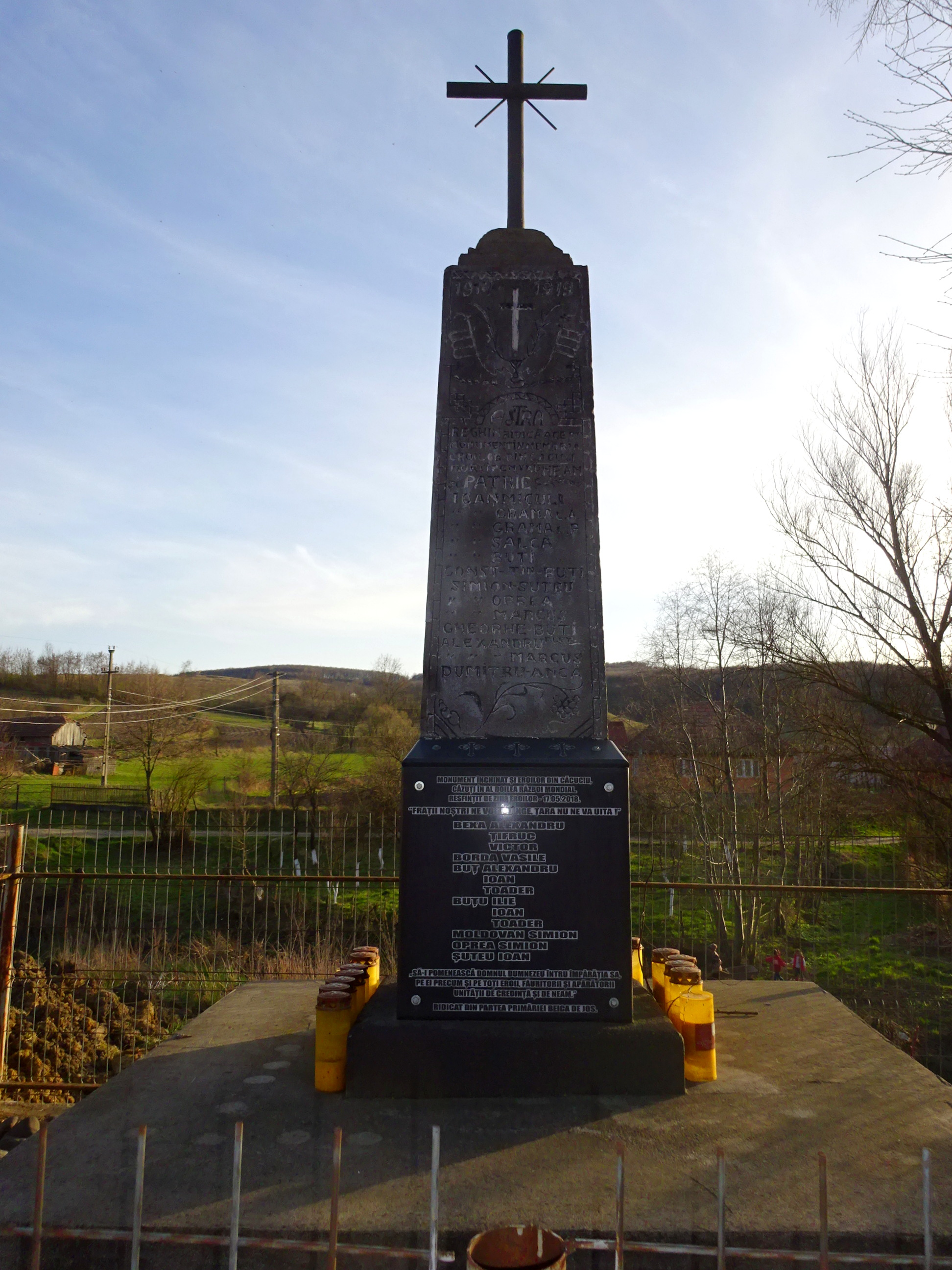
Monumentul eroilor din Căcuciu
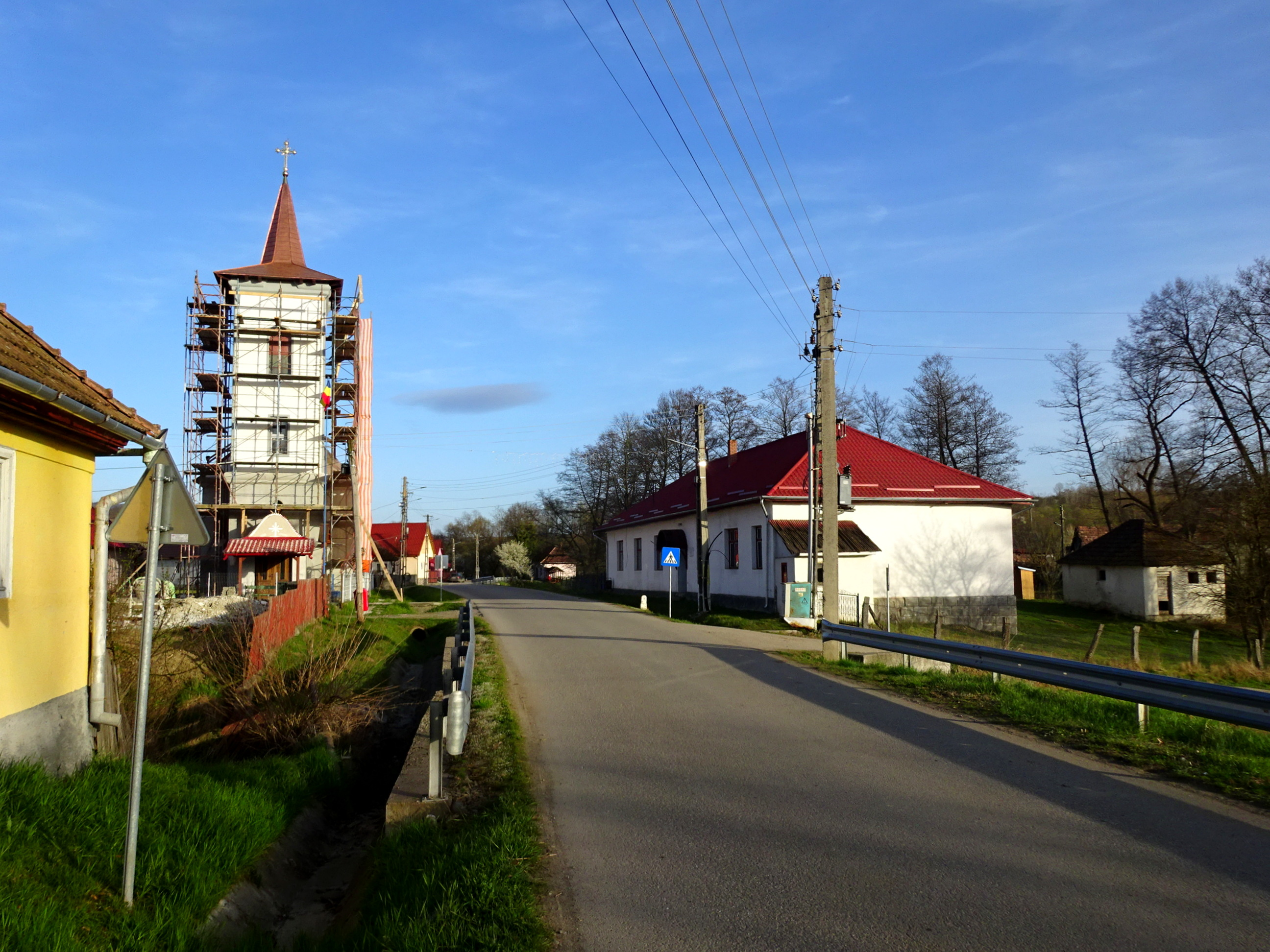
Strada principală
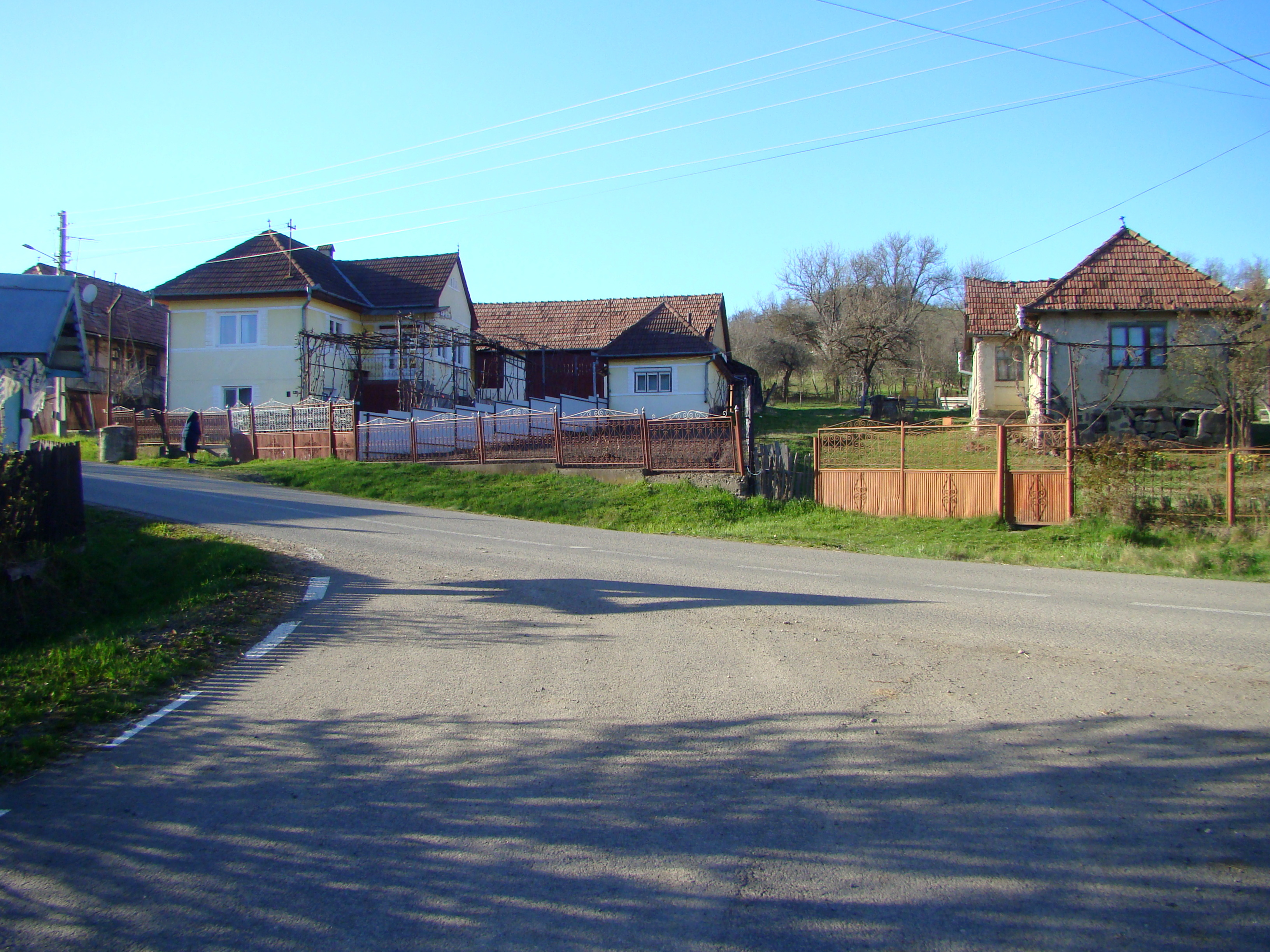
Sânmihai de Pădure
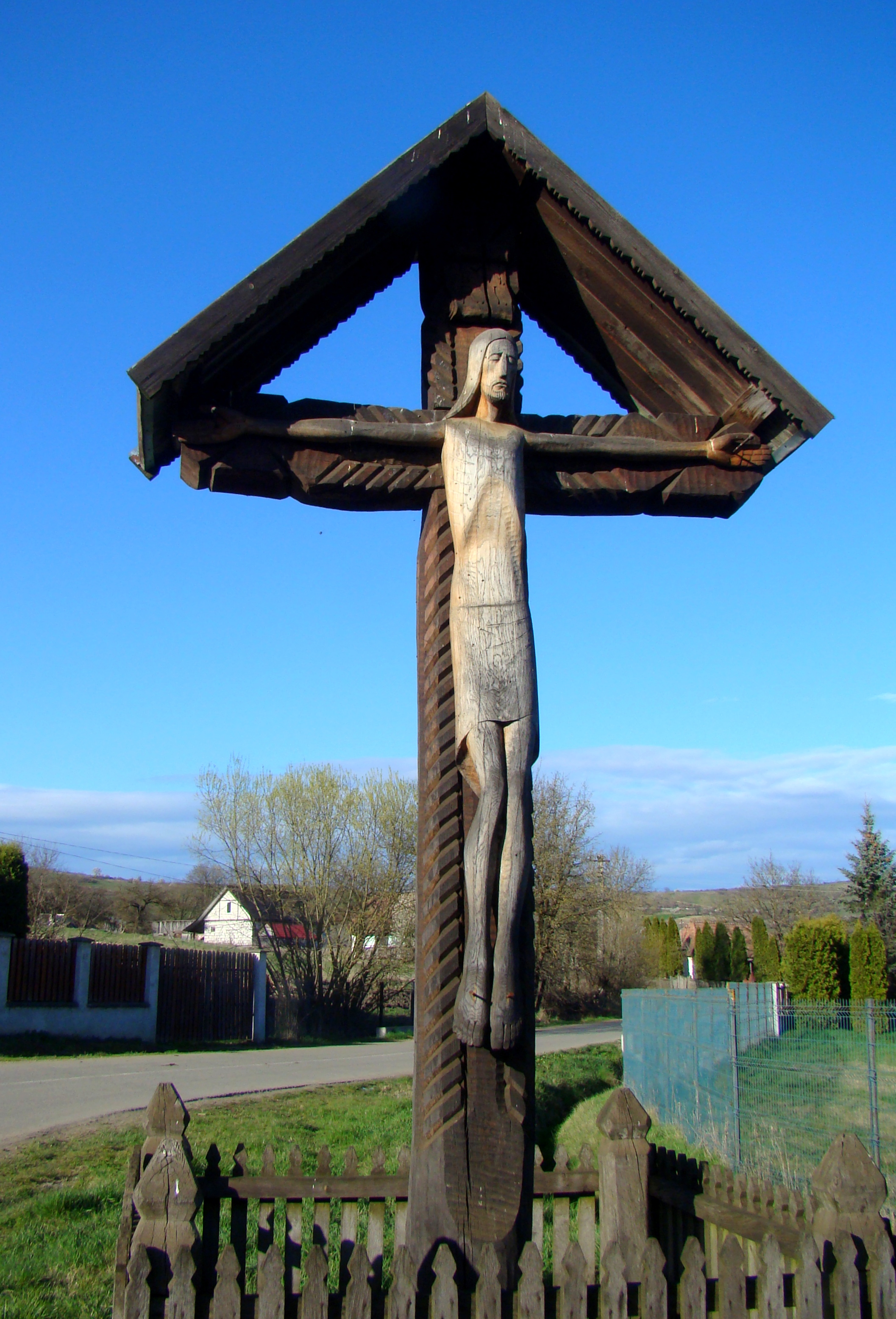
Troița
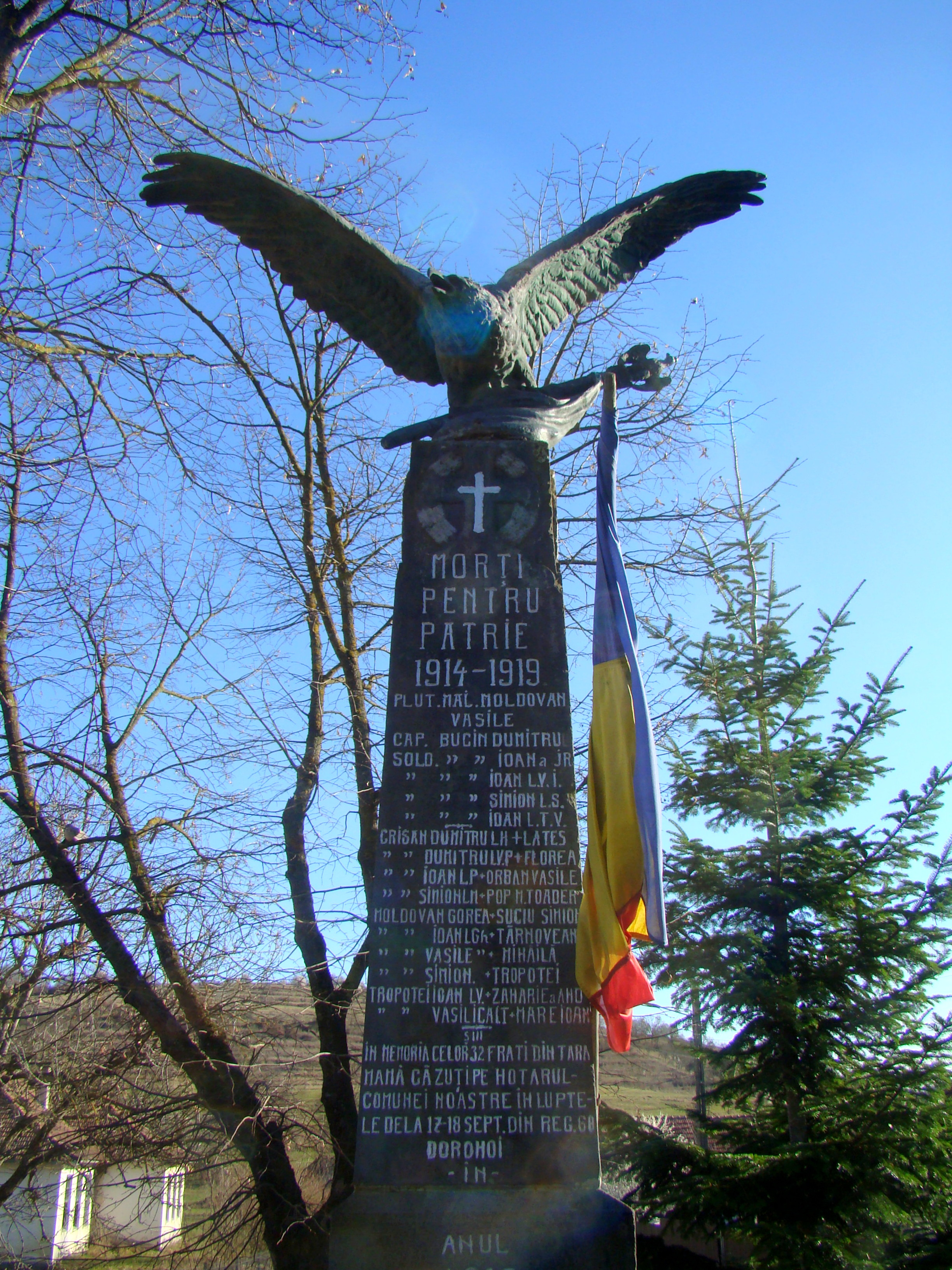
Monumentul eroilor din Sânmihaiul de Pădure
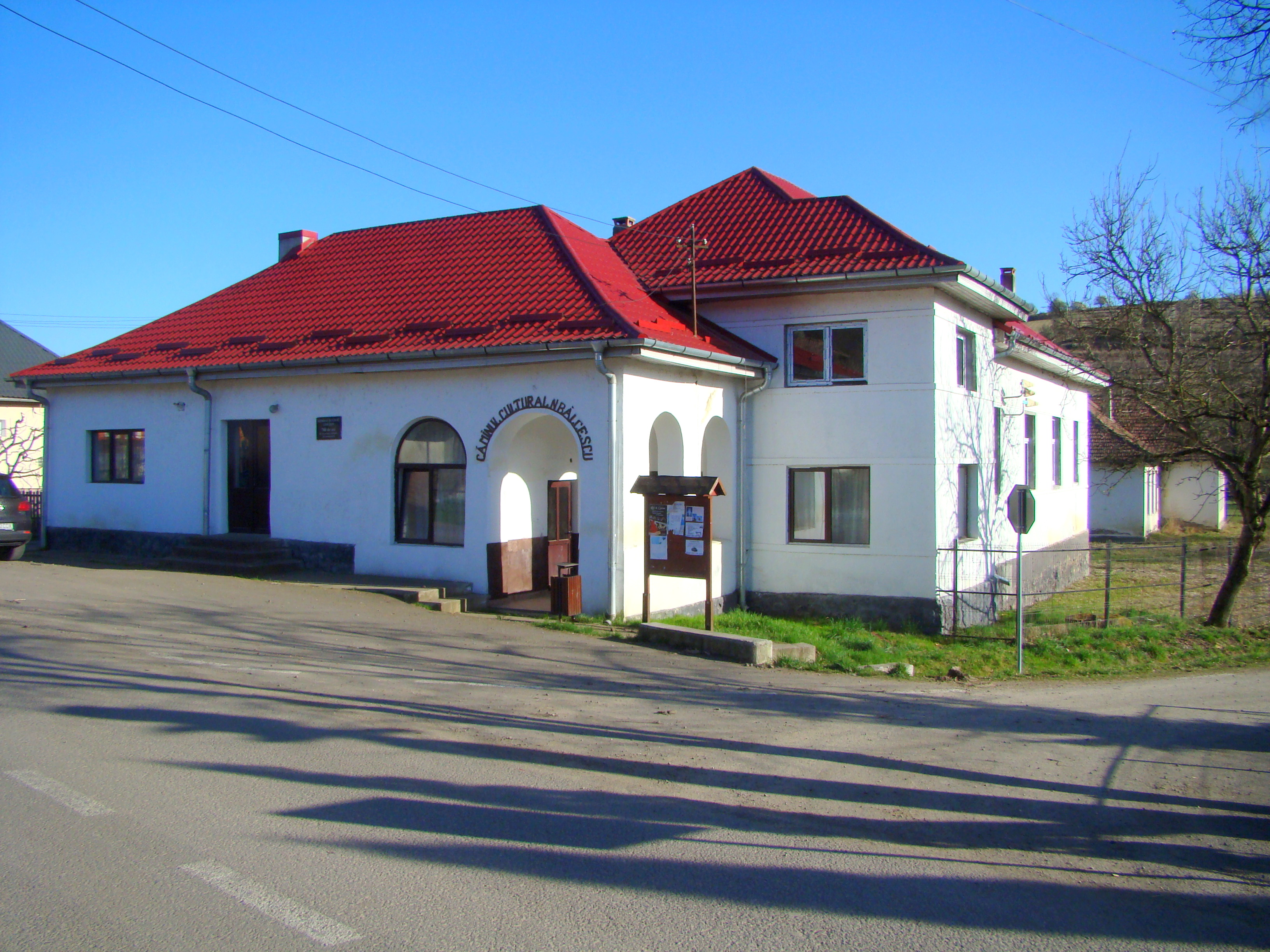
Căminul cultural
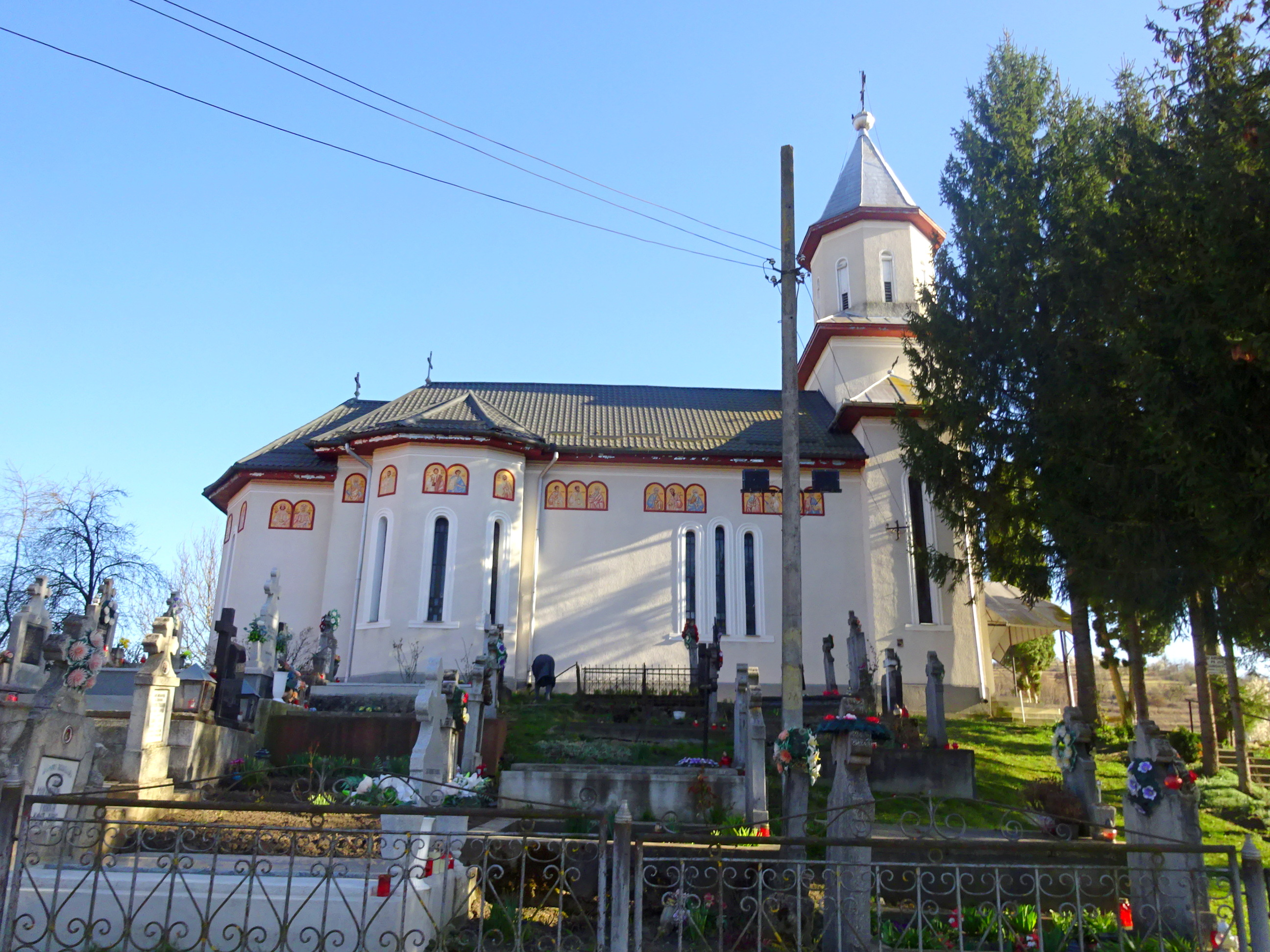
Biserica Sfinții Arhangheli din Sânmihaiul de Pădure
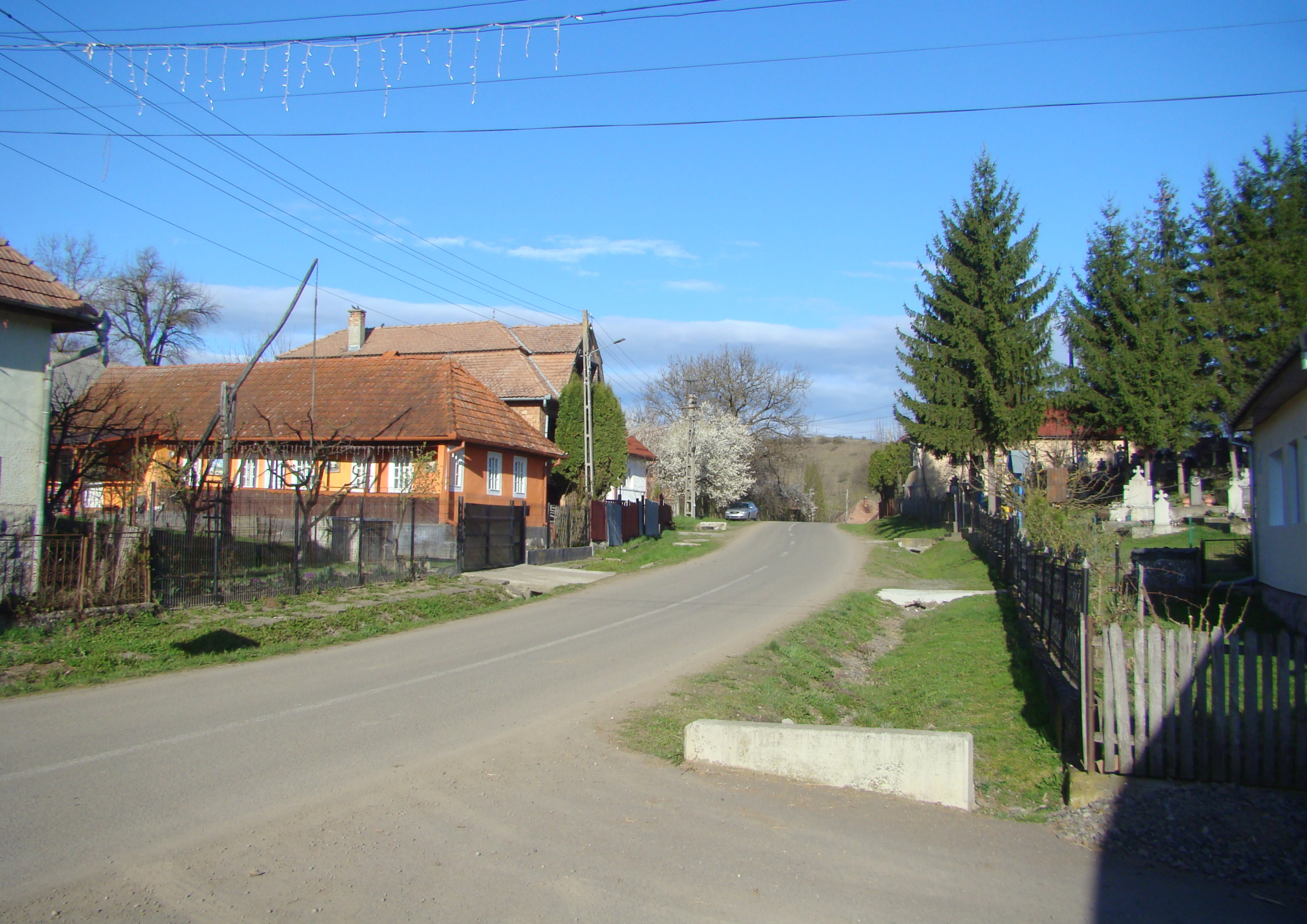
Sânmihai de Pădure
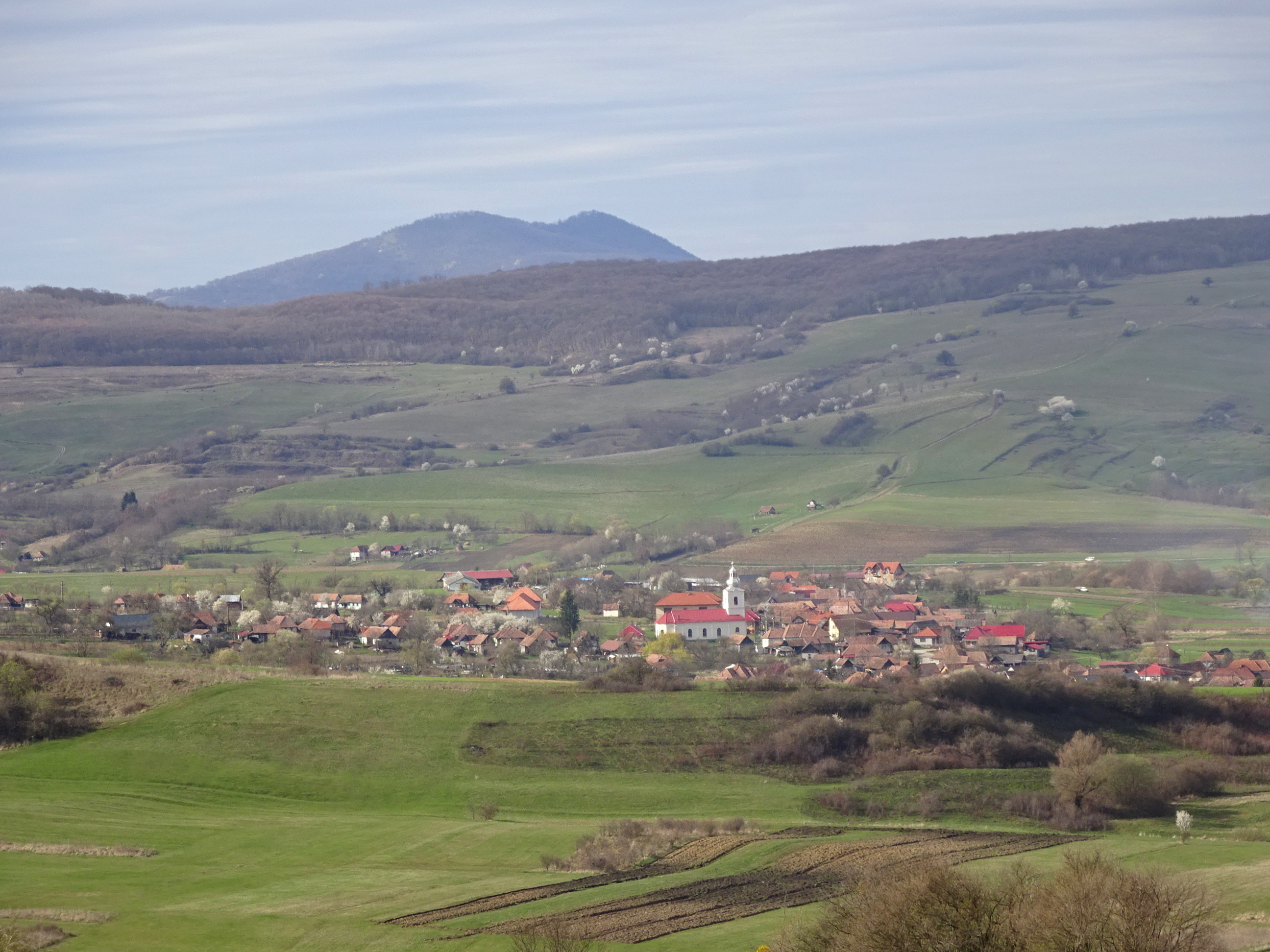
Șerbeni
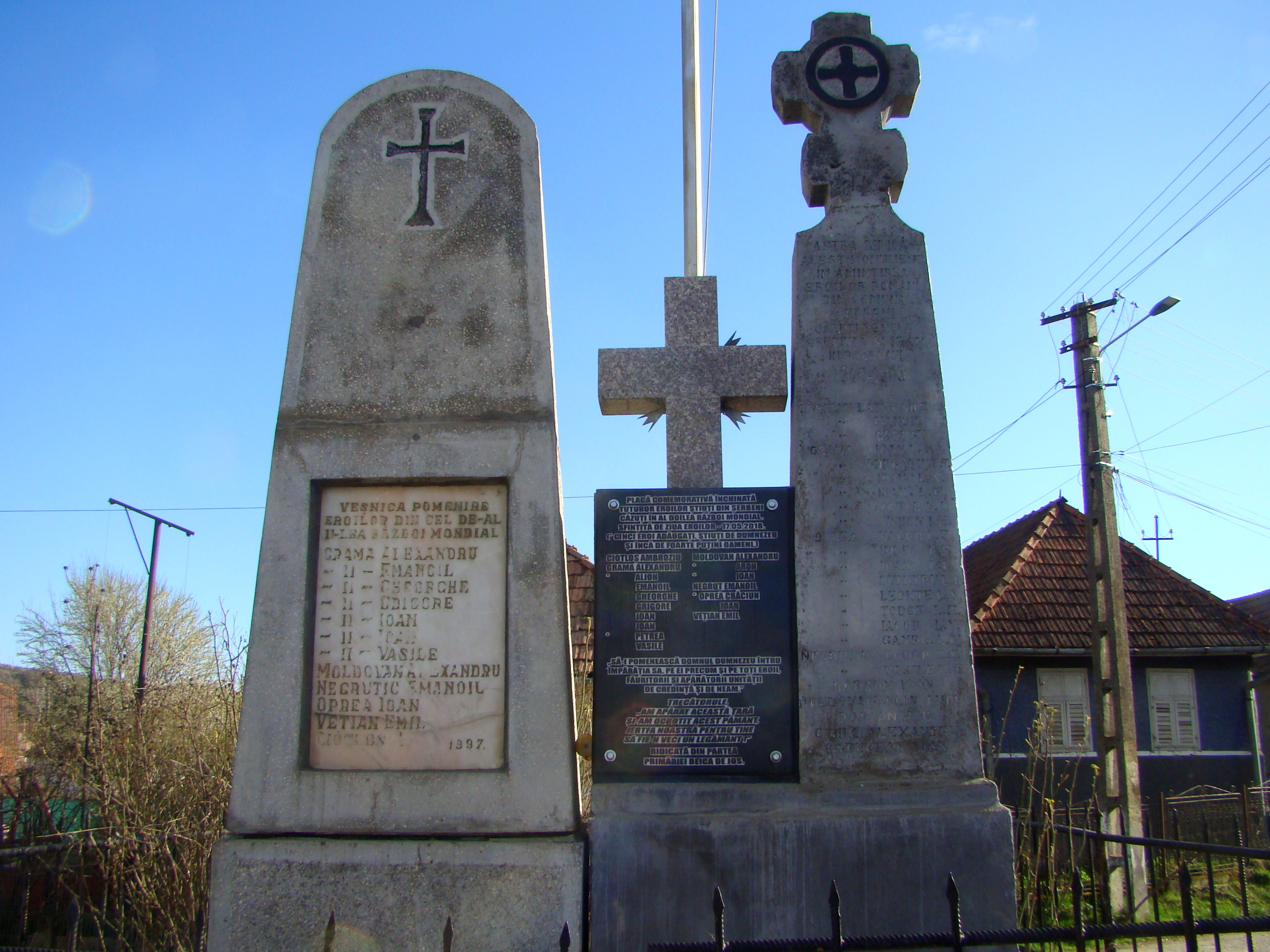
Monumentul eroilor din Șerbeni
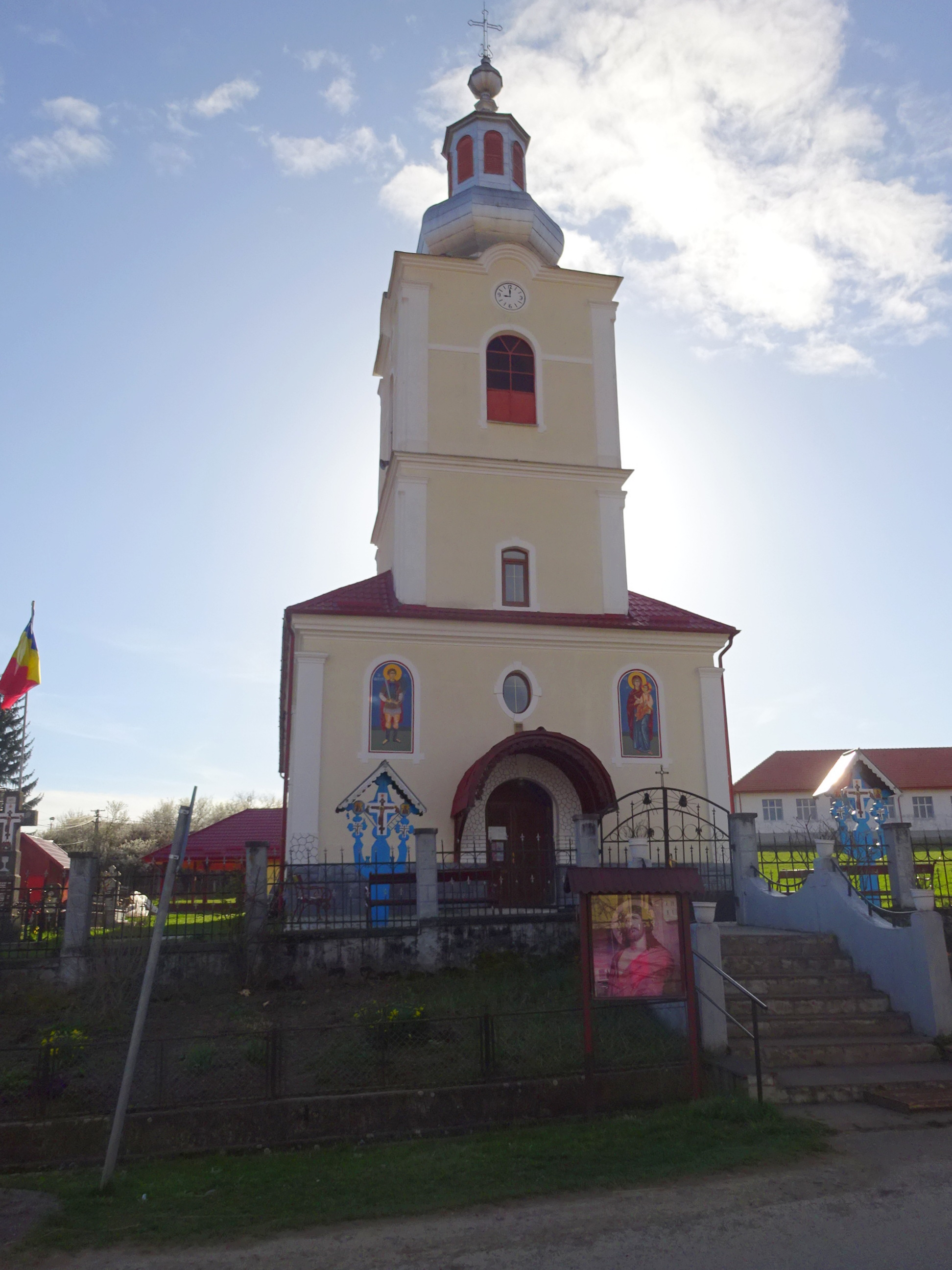
Biserica Sfântul Mare Mucenic Dimitrie din Șerbeni
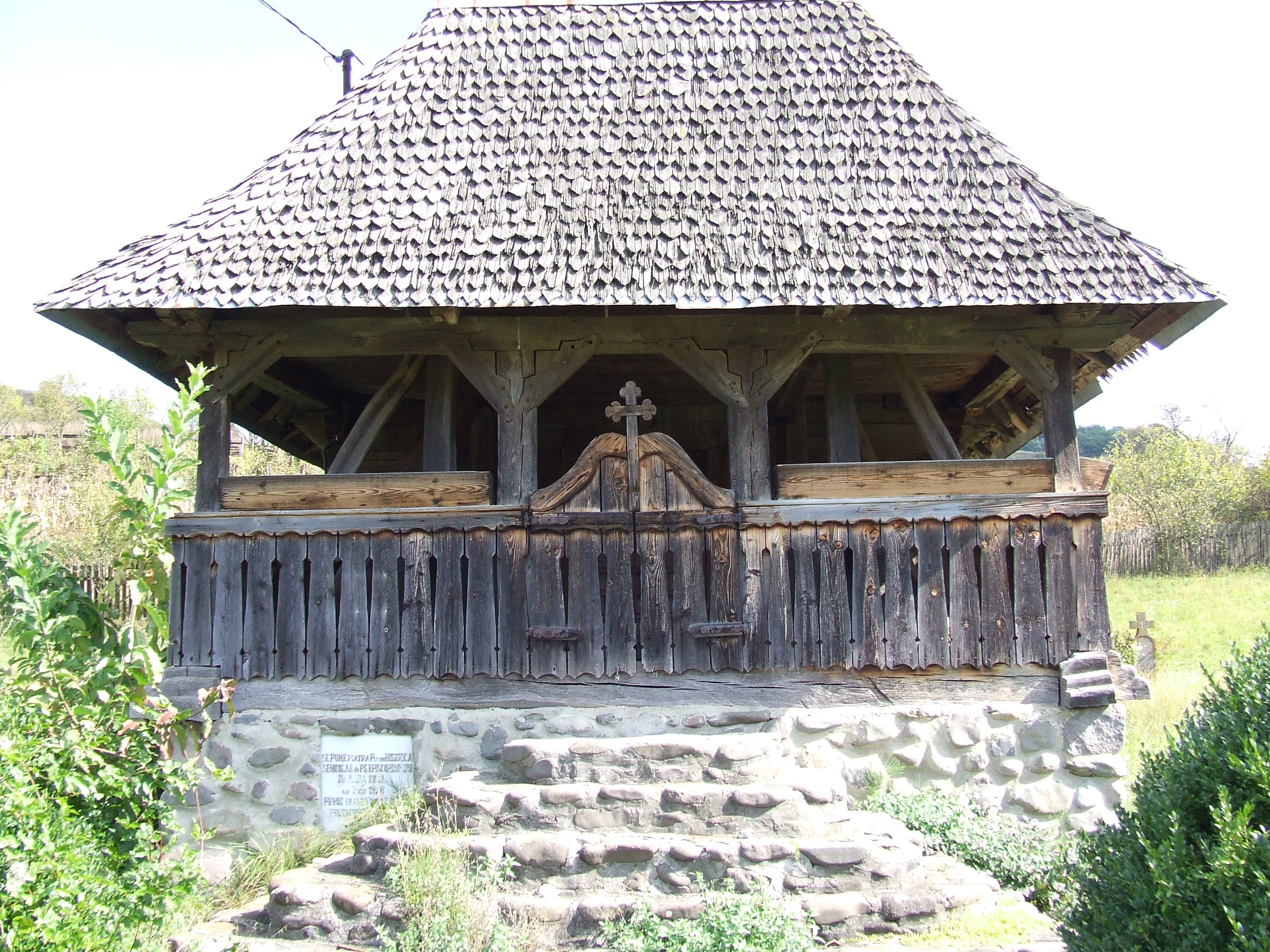
Biserica de lemn din Nadăşa: prispa